# Мура (Швеція)
Мура (швед. Mora) — містечко (tätort, міське поселення) у центральній Швеції в лені  Даларна. Адміністративний центр комуни  Мура.

## Географія
Містечко знаходиться у центральній частині лена  Даларна за 316 км на північний захід від Стокгольма.

## Історія
Парафія Мора була заснована в ХІІІ столітті.
Наприкінці 1520 року Густав Ваза зупинився у місті Мура, щоб організувати повстання проти данських військ, які окупували Швецію. Громадяни Мури спершу відмовилися допомогти Густаву, але пізніше змінили свою думку і шукали його, коли він збирався перейти кордон Норвегії. Згідно з легендою, двоє чоловіків з Мури (Ларс Якобссон і Енгельбрек Юнссон) наздогнали Густава Вазу в Селені і сказали йому, що його люди зараз готові биться разом із ним. Повстанню вдалося скинути владу Данії в Швеції, а Густав Ваза був проголошений королем Швеції.

## Герб міста
Герб було розроблено для ландскомуни Мура. Отримав королівське затвердження 1946 року.
Сюжет герба: у червоному полі золотий Архангел Михаїл з крилами топче і б’є списом такого ж змія.
Символ походить з парафіяльної печатки 1675 року. Архангел Михаїл був покровителем місцевої церкви.
Після адміністративно-територіальної реформи, проведеної в Швеції на початку 1970-х років, муніципальні герби стали використовуватися лишень комунами. Цей герб був 1971 року перебраний для нової комуни Мура. 

## Населення
Населення становить 12 749 мешканців (2018). 

## Спорт
У поселенні базується хокейний клуб Мура ІК, футбольний клуб ІФК Мура та інші спортивні організації.
Між селищем Селен (Sälen) і містом Мура в лені Даларна щорічно проводяться масові лижні марафонські перегони (90 км) Васалоппет — одне з найпрестижніших змагань серед лижників.  

## Галерея

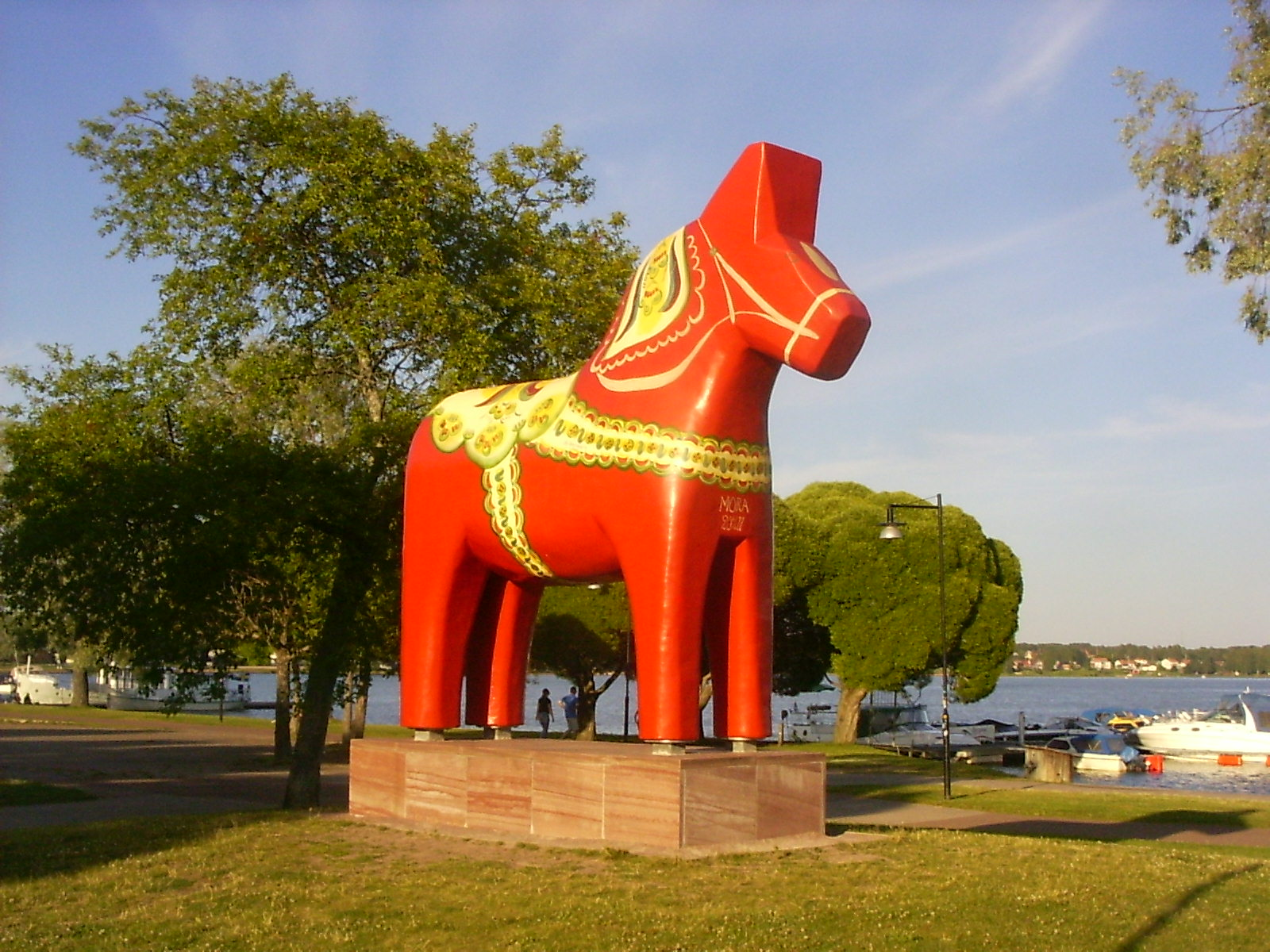
Даларнський коник
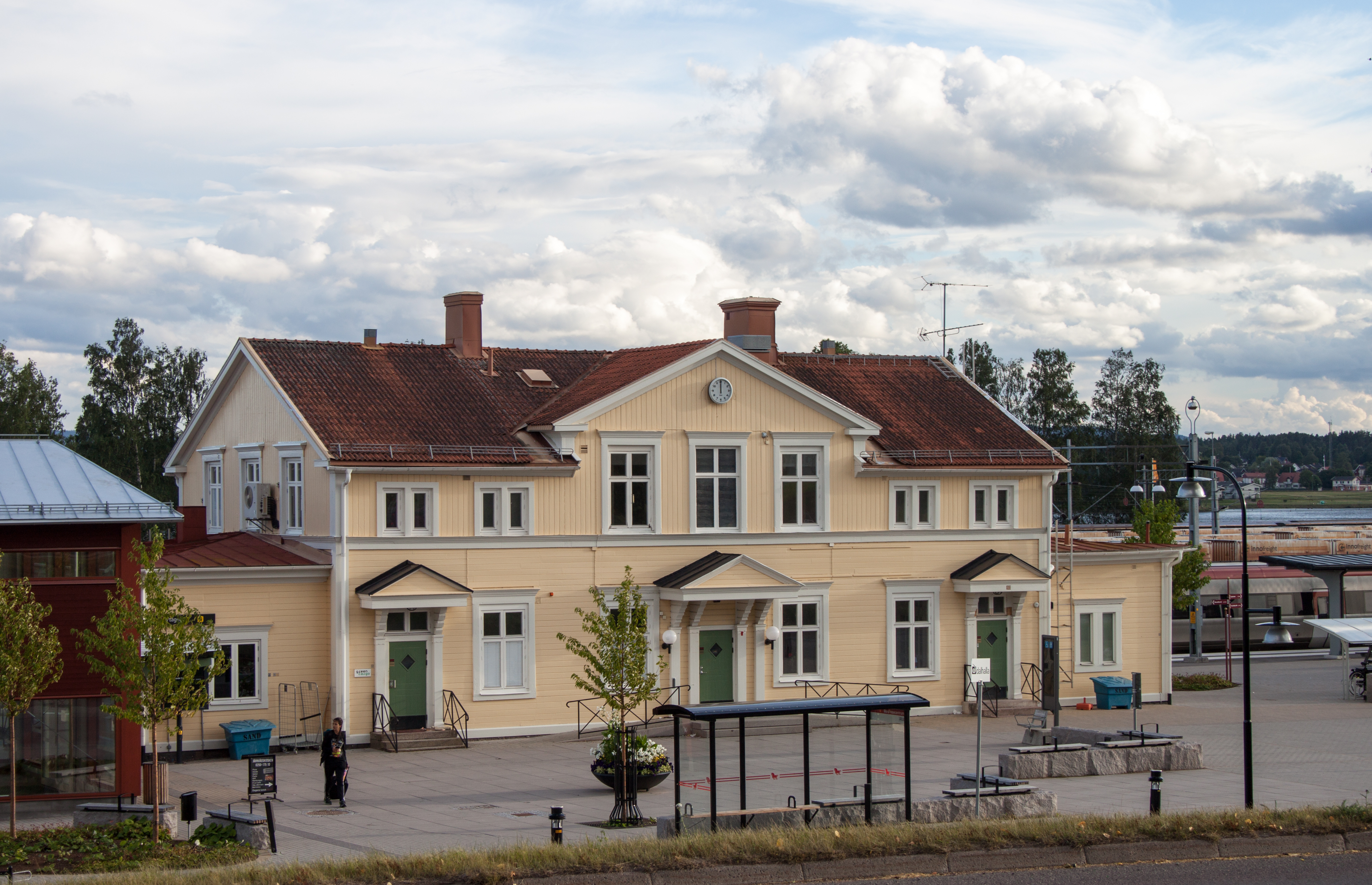
Залізнична станція
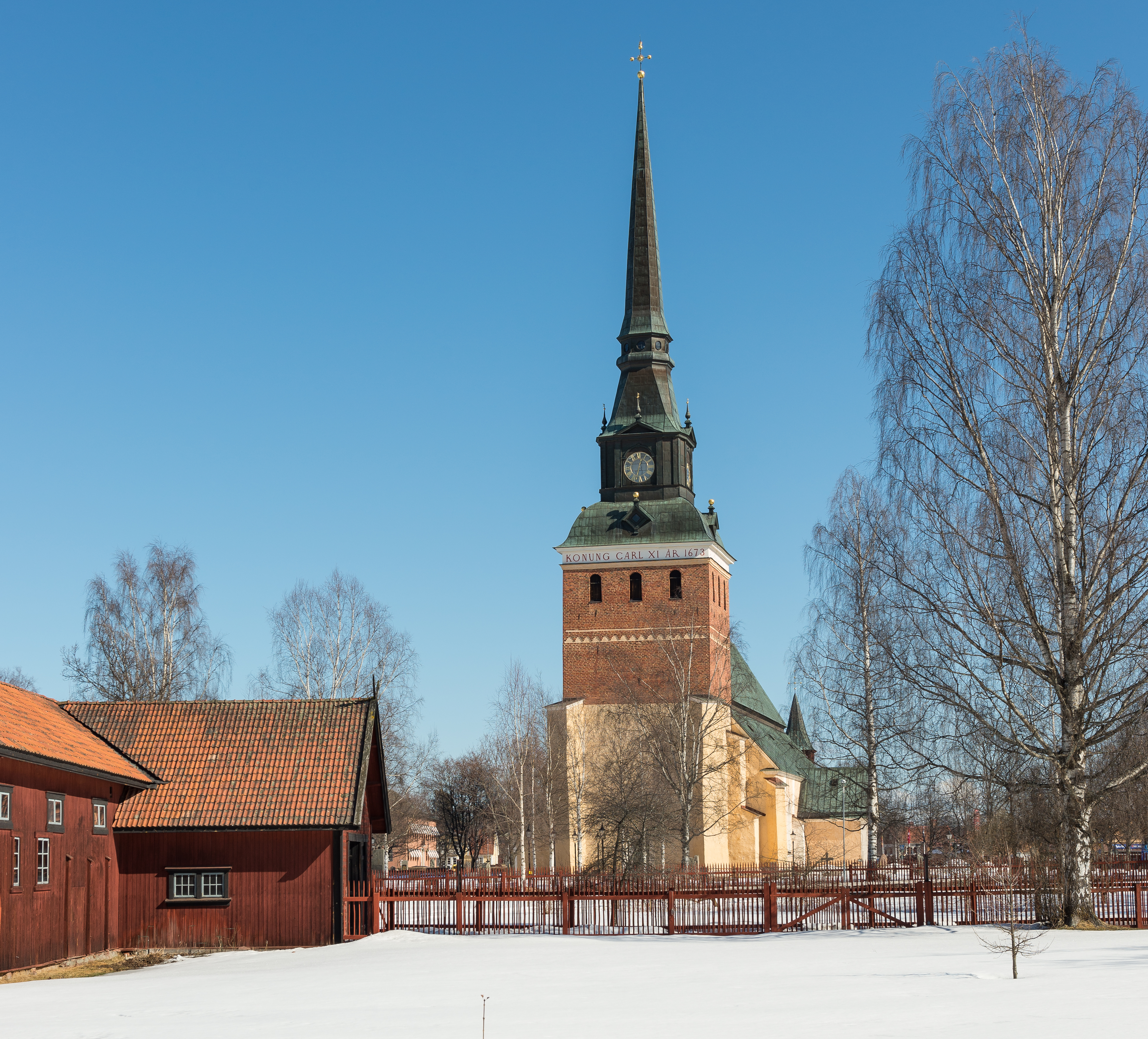
Церква
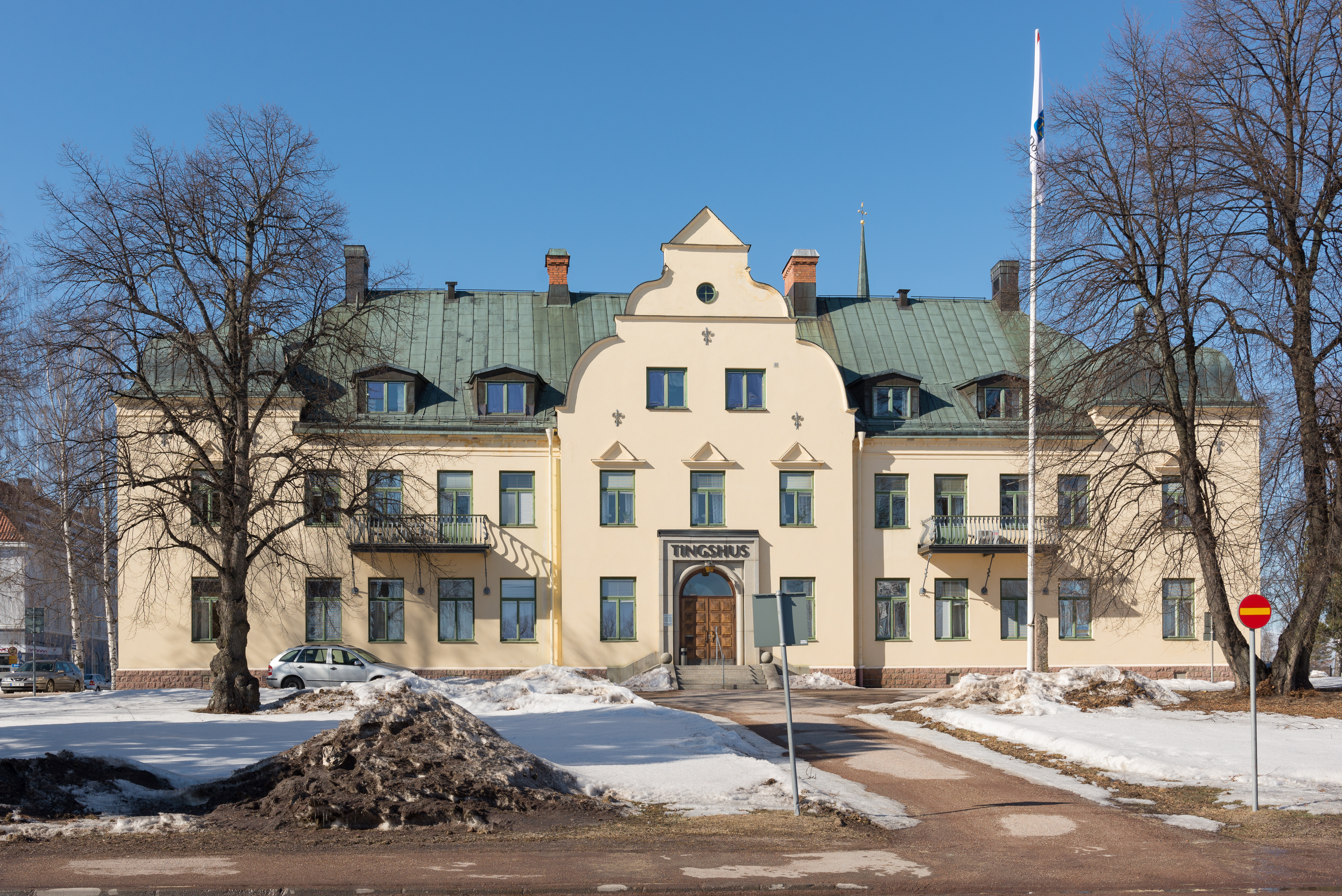
Будинок суду
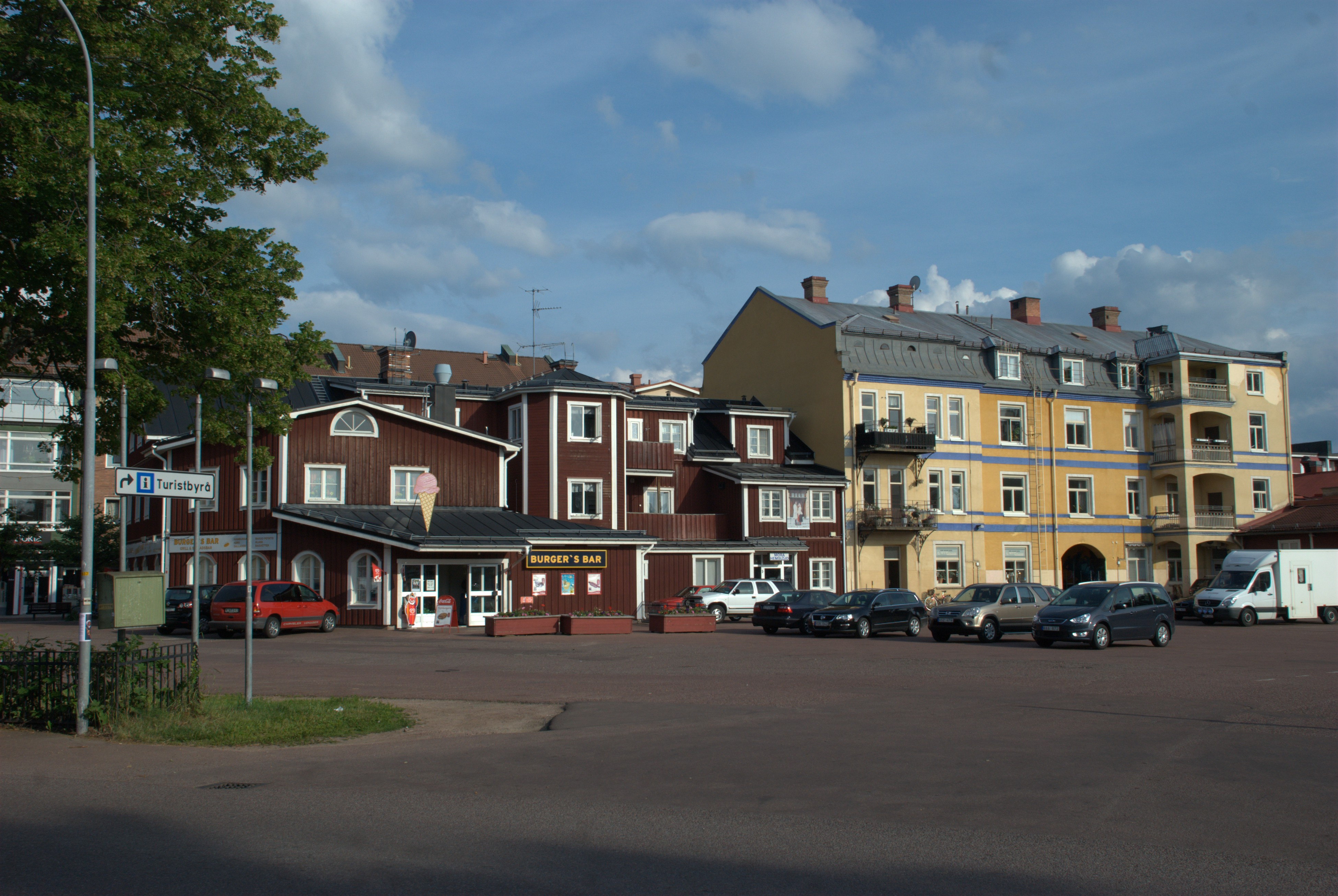
У центрі міста

## Покликання
- Сайт комуни Мура [Архівовано 24 листопада 2020 у Wayback Machine.]